# Carn de vedella
La carn de vedella és la carn de vaca amb un màxim de 12 mesos d'edat en el moment de sacrificar-la (que s'ha criat 12 mesos). Solen pesar 135 kg de mitjana. El valor nutritiu de la carn de vedella és el mateix que la de bou. La indústria càrnia és l'encarregada de processar els subproductes de la carn de vedella. Se sol considerar com carn vermella per raó del seu color vermellós i per la quantitat de mioglobina que conté.

## Galeria d'imatges

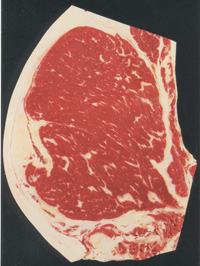
Filet de vedella.